# Exogenesis: Symphony Part I (Overture)
Exogenesis: Symphony Part I (Overture) är den första delen av den nästan 13 minuter långa symfonin Exogenesis Symphony som ingår i det brittiska rockbandet Muses senaste skiva The Resistance.
Symfonin är uppdelad i tre delar och Overture är den första. Matthew Bellamy som har skrivit den klassiska delen helt själv beskriver hela symfonin som nästan enbart i klassisk stil. En orkester på runt 40 personer ingår och enligt Matt handlar helheten om "mänskligheten som lämnar en destruktiv jord bakom sig för att föröka sig någon annanstans i universum".
När Bellamy sjunger i Overturedelen, sjunger han enbart i falsett och bakgrundssångaren Chris Wolstenholme likaså. Matt säger att denna delen av fymfonin är en "sliten acceptans att civilisationen kommer att utrotas".